# Michael Woulfe
Michael Woulfe est un costumier américain (membre fondateur de la CDG), né le 2 juin 1918 à New York (État de New York), mort le 30 août 2007 à Los Angeles — Quartier de Woodland Hills (Californie).

## Biographie
Au cinéma, à la RKO Pictures principalement, Michael Woulfe conçoit des costumes (essentiellement féminins) pour une cinquantaine de films américains, le premier étant Du sang dans le soleil de Frank Lloyd (avec James Cagney et Sylvia Sidney), sorti en 1945.
Suivent notamment Le Criminel d'Orson Welles (1946, avec le réalisateur et Loretta Young), Singapour de John Brahm (1947, avec Fred MacMurray et Ava Gardner), Un si doux visage d'Otto Preminger (1952, avec Robert Mitchum et Jean Simmons), La Vénus des mers chaudes de John Sturges (1955, avec Jane Russell et Gilbert Roland), ou encore Le Conquérant de Dick Powell (1956, avec John Wayne et Susan Hayward).
Son avant-dernier film est Femmes coupables de Robert Wise (avec Jean Simmons et Joan Fontaine), sorti en 1957, après quoi il se retire quasiment du cinéma. Il y revient toutefois pour une ultime contribution, à l'occasion de Happy Birthday, Wanda June (en) de Mark Robson (avec Rod Steiger et Susannah York), sorti en 1971.
Michael Woulfe est l'un des membres fondateurs, en 1953, de la Costume Designers Guild (CDG).

## Filmographie partielle
- 1945 : Du sang dans le soleil (Blood on the Sun) de Frank Lloyd
- 1946 : Le Médaillon (The Locket) de John Brahm (Laraine Day)
- 1946 : Le Criminel (The Stranger) d'Orson Welles
- 1947 : Taïkoun (Tycoon) de Richard Wallace
- 1947 : Singapour (Singapore) de John Brahm
- 1947 : L'Amour d'un inconnu (Love from a Stranger) de Richard Whorf
- 1950 : La Femme aux maléfices (Born to Be Bad) de Nicholas Ray (Joan Leslie)
- 1950 : La Tour blanche (The White Tower) de Ted Tetzlaff
- 1950 : Fureur secrète (The Secret Fury) de Mel Ferrer (Jane Cowl)
- 1951 : Les Coulisses de Broadway (Two Tickets to Broadway) de James V. Kern
- 1951 : La Chose d'un autre monde (The Thing from Another World) de Christian Nyby et Howard Hawks
- 1951 : Plus fort que la loi (Best of the Badmen) de William D. Russell
- 1951 : Mon passé défendu (My Forbidden Past) de Robert Stevenson
- 1952 : Le démon s'éveille la nuit (Clash by Night) de Fritz Lang
- 1952 : Le Paradis des mauvais garçons (Macao) de Josef von Sternberg
- 1952 : Barbe-Noire le pirate (Blackbeard the Pirate) de Raoul Walsh
- 1952 : Un si doux visage (Angel Face) d'Otto Preminger
- 1952 : La Peur du scalp (The Half-Breed) de Stuart Gilmore
- 1952 : Les Indomptables (The Lusty Men) de Nicholas Ray et Robert Parrish
- 1953 : Même les assassins tremblent (Split Second) de Dick Powell
- 1953 : French Line (The French Line) de Lloyd Bacon (Jane Russell)
- 1953 : Passion sous les tropiques (Second Chance) de Rudolph Maté
- 1954 : Belle mais dangereuse (She Couldn't Say No) de Lloyd Bacon
- 1955 : Le Fils de Sinbad (Son of Sinbad) de Ted Tetzlaff
- 1955 : Rendez-vous sur l'Amazone (The Americano) de William Castle
- 1955 : La Vénus des mers chaudes (Underwater!) de John Sturges
- 1956 : Le Conquérant (The Conqueror) de Dick Powell (Susan Hayward)
- 1957 : Les espions s'amusent (Jet Pilot) de Josef von Sternberg (tournage achevé en 1953)
- 1957 : Femmes coupables (Until They Sail) de Robert Wise

## Galerie photos

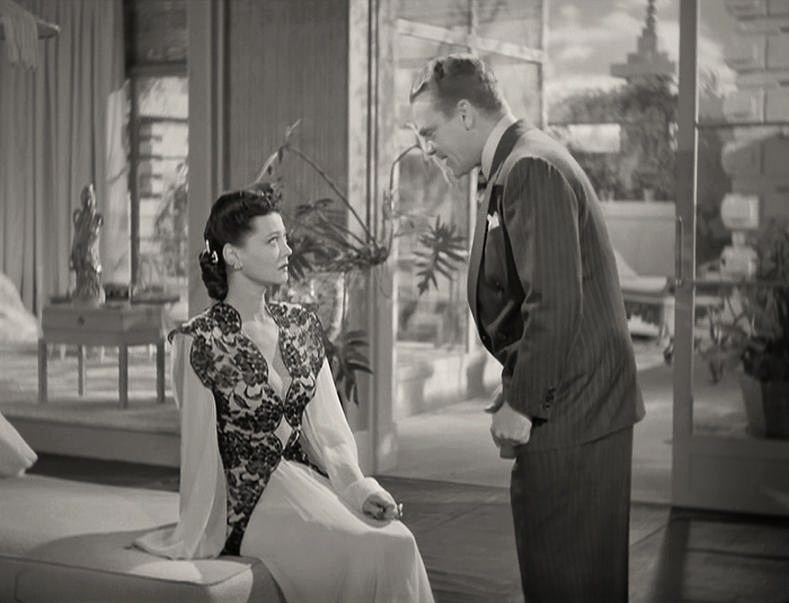
Du sang dans le soleil (1945) : Sylvia Sidney et James Cagney
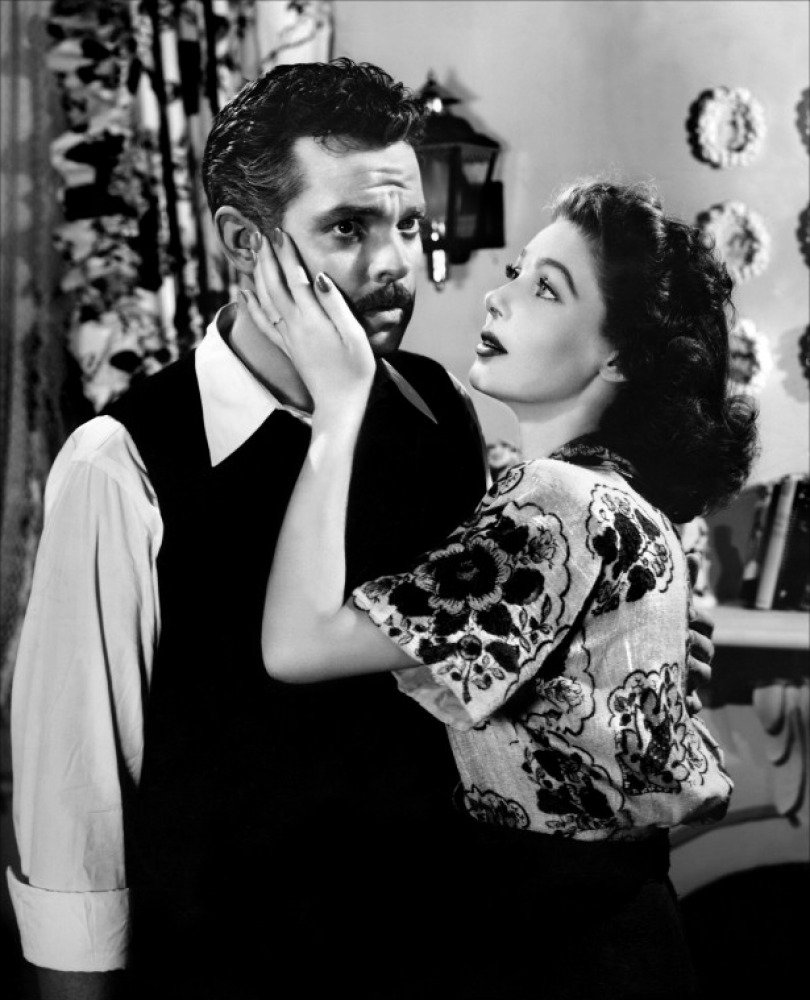
Le Criminel (1946) : Orson Welles et Loretta Young
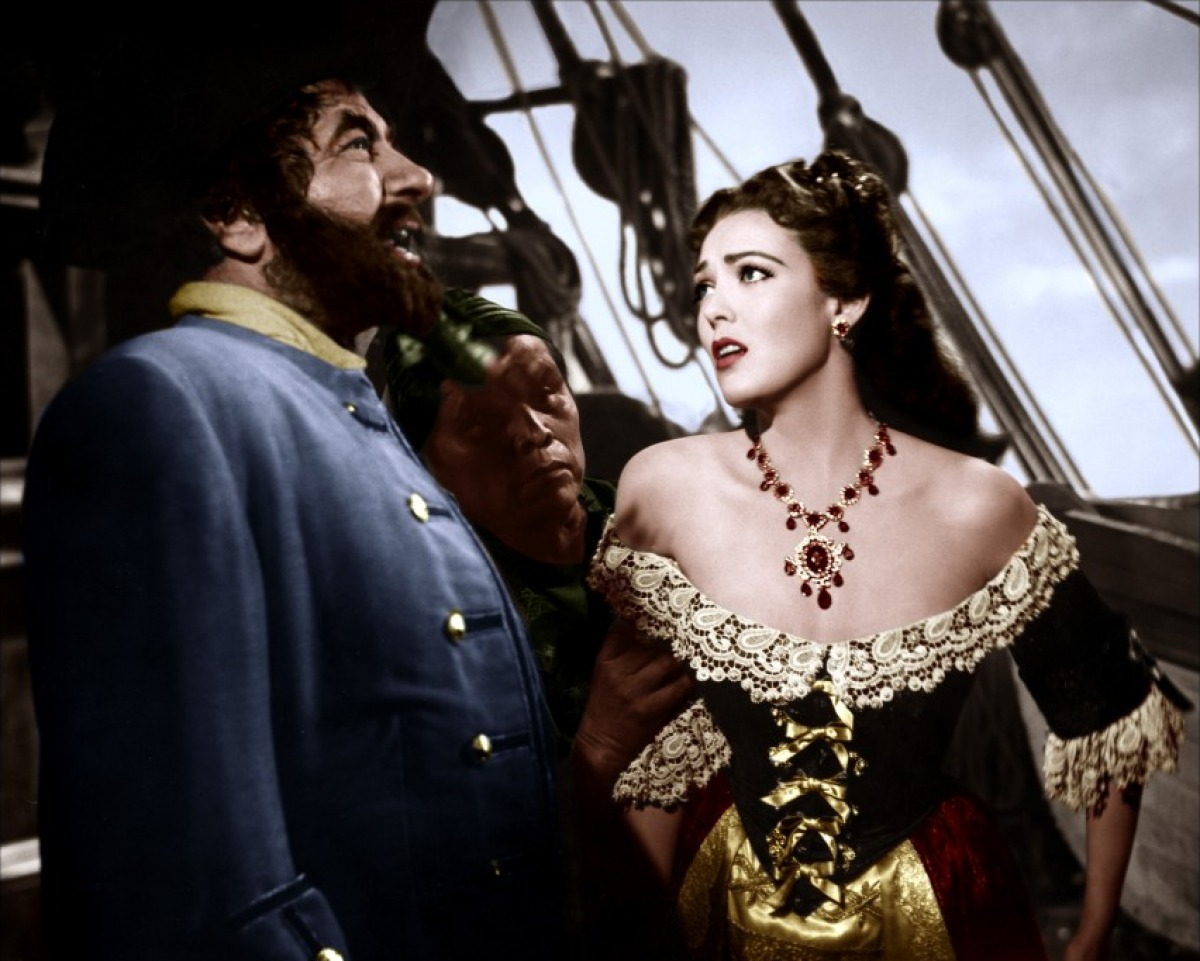
Barbe-Noire le pirate (1952) : Robert Newton et Linda Darnell
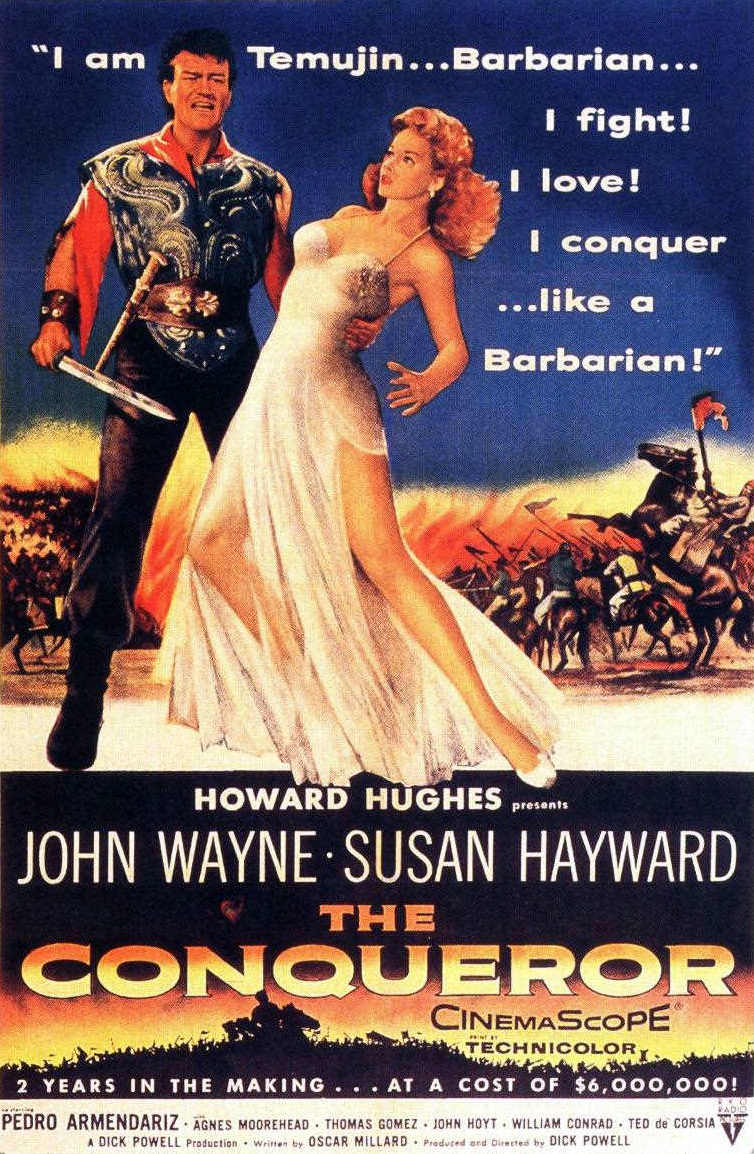
Le Conquérant (1956, poster) : John Wayne et Susan Hayward